# Opération Greif

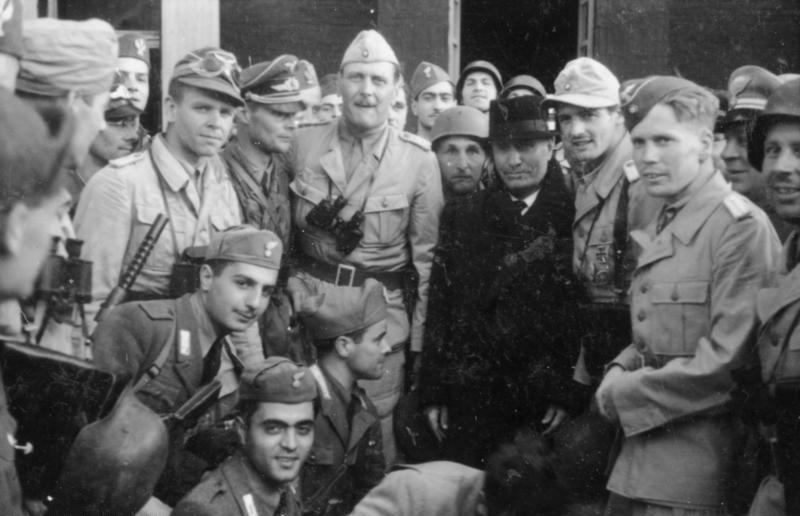
Skorzeny lors de la libération de Mussolini

« 150e Panzerbrigade » redirige ici. Pour les autres significations, voir 150e brigade.
Bataille des Ardennes,
Seconde Guerre mondiale
En 1944, l'opération Greif (en français « opération Griffon ») est une opération sous fausse bannière dirigée par le commando Waffen-SS Otto Skorzeny qui s'est tenue dans le cadre de l'opération Wacht am Rhein (l'offensive allemande dans les Ardennes)  pendant la Seconde Guerre mondiale. Le but de l'opération était de capturer intacts des ponts sur la Meuse pour ensuite permettre le passage des troupes allemandes. Dans l'ensemble, elle se solda par un échec même si elle créa une certaine confusion dans les lignes alliées. 

## Conception
Après avoir imposé à son état-major l'opération Wacht am Rhein, au cours de laquelle plusieurs armées allemandes devaient enfoncer les lignes américaines en Ardenne, pour ensuite franchir la Meuse et prendre Anvers, Adolf Hitler convoqua à son quartier général de la Wolfsschanze Otto Skorzeny pour le charger de l'exécution d'un plan particulier, l'opération Griffon. L'opération, conçue par Hitler lui-même, consistait à mettre sur pied une brigade spéciale qui se porterait en avant des troupes allemandes en vue de capturer intacts au moins deux ponts sur la Meuse.  À cet effet, les hommes de Skorzeny devaient revêtir des uniformes américains et utiliser du matériel américain - notamment des véhicules - pris à l'ennemi. Toutefois, s'il était prévu de s'approcher des ponts au moyen de cette ruse, l'attaque et la prise de ces ponts devaient se faire sous l'uniforme allemand. 
Skorzeny, qui s'était rendu célèbre en libérant Benito Mussolini dans le cadre de l'opération Eiche et qui venait en outre de prévenir la défection de la Hongrie de l'amiral Miklós Horthy en kidnappant son fils (opération Panzerfaust pour laquelle le Führer venait de le promouvoir au grade de SS-Obersturmbannführer) était aux yeux d'Hitler l'homme tout désigné pour mener cette opération.

## Organisation

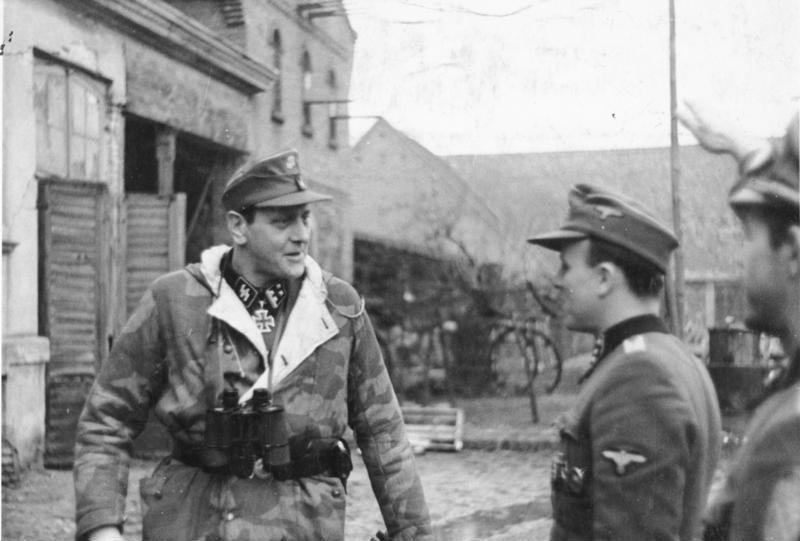
Otto Skorzeny en février 1945 guerre mondiale sur le front de l'Oder.

Le premier souci que rencontra Skorzeny dans la mise sur pied de sa mission était le sort qui pouvait être réservé à ceux de ses hommes qui seraient capturés sous l'uniforme américain.  Il craignait qu'ils ne fussent exécutés et les assurances contraires données par les juristes qu'il avait consultés ne purent le convaincre.
En outre, il éprouva des difficultés à réunir les hommes nécessaires à sa mission. Il parvint à se faire attribuer par Jodl deux bataillons d'infanterie et une compagnie de chars qui constitueraient le noyau de sa 150e brigade blindée.  La recherche d'hommes parlant couramment anglais se révéla encore plus ardue. Seuls une dizaine d'hommes parlaient couramment l'anglais et avaient des notions d'argot américain. 125 autres le parlaient bien et 200 de plus avaient une connaissance scolaire de cette langue. 
Comme souvent la réussite d'une opération ne tient qu'à quelques détails ceux-ci furent particulièrement soignés. On apprit aux Allemands comment ouvrir un paquet de cigarettes à l'américaine, comment offrir du feu. On leur enseigna aussi des expressions et des injures américaines.
Rassembler des uniformes et de l'équipement américain se révéla tout aussi compliqué.  Au bout du compte, Skorzeny parvint à mettre la main sur un seul char Sherman en état de marche, une quinzaine de camions et une trentaine de jeeps, ce qui était insuffisant pour équiper toute une brigade.  Il dut se résoudre à camoufler des chars allemands en chars américains, mais de son propre aveu l'artifice risquait fort de ne tromper personne.  La recherche des uniformes fut tout aussi difficile et globalement peu fructueuse.  Tout cela amena Skorzeny à décider de n'équiper complètement à l'américaine qu'une seule compagnie qui serait chargée de créer la confusion sur les arrières de l'ennemi US.
Par ailleurs, Skorzeny resta obsédé par le secret de l'opération. Bien que les troupes qui en étaient chargées aient été rassemblées près de Nuremberg, les rumeurs qui couraient parmi ses hommes lui faisaient craindre des fuites. En effet, lors d'une conversation avec un lieutenant de son unité, il se rendit compte que certains de ses hommes étaient persuadés que l'objectif de l'opération était de capturer ou de tuer le général Eisenhower et son état-major.  Les hommes pensaient qu'ils devraient se rendre à Paris, se donner rendez-vous au café de la Paix, place de l’Opéra et se mettre en quête de leur cible. Skorzeny décida finalement de laisser courir la rumeur.
Le 14 décembre, alors que les troupes de "Greif" se rassemblaient près de Bad Münstereifel, l'Obersturmbannführer Otto Skorzeny prit officiellement le commandement de la Panzerbrigade 150 divisé en trois Kampfgruppen.

## L'opération
Dès les premières heures de l'opération, il devint évident que les retards enregistrés par les troupes de première ligne pour percer les lignes américaines risquaient de compromettre l'opération Greif. Le 16 décembre 1944 au soir, aucun progrès notable n'avait été enregistré dans le secteur où Skorzeny devait s'élancer juste derrière le Kampfgruppe Peiper. Skorzeny espérait néanmoins encore pouvoir mener à bien sa mission si une percée décisive était réalisée tôt dans la matinée du 17 décembre. Il ignorait toutefois qu'à Heckhuscheid, les défenseurs américains qui tentaient d'arrêter les troupes allemandes avaient pu mettre la main sur un document qui faisait état de l'opération Greif et qui expliquait comment les soldats allemands déguisés en soldats américains pouvaient se reconnaître entre eux.  Le document fut promptement expédié à l'officier de renseignement de la 106e division d'infanterie US, alors chargé de la défense de Saint-Vith.
Le soir du 16 décembre, Skorzeny envoya trois de ses équipes avec des jeeps sur les arrières des Américains. Il commit toutefois une erreur en installant quatre hommes dans chaque jeep alors qu'en raison de l'abondance de véhicules dont ils disposaient, les Américains circulaient rarement à plus de deux hommes par jeep. Une autre erreur fut d'utiliser des systèmes de black-out aux phares des Jeeps. En effet, si les Allemands en avaient pris l'habitude, les Américains roulaient quant à eux soit tous feux éteints ou bien plein phare. Très vite, de tels équipages éveillèrent les soupçons et entraînèrent des contrôles renforcés. 
Un des groupements tactiques de Skorzeny était supposé suivre Peiper dans sa progression et se ruer vers les ponts de la Meuse à Huy, mais il semble qu'il ne montra guère d'initiative en ce sens. Lorsque Peiper réussit sa percée dans la matinée du 17 décembre 1944, Skorzeny lança une autre équipe déguisée en Américains dans la brèche créée.  Six autres furent également envoyées par d'autres itinéraires, mais au total, les résultats furent décevants. Tout au plus l'une d'entre elles parvint-elle à intervertir les panneaux de signalisation au carrefour du Mont Rigi dans les Hautes Fagnes, déroutant vers Malmedy une colonne du 116e d'infanterie qui était censée se diriger vers Waimes, lui faisant perdre une heure
L'équipe qui avait accompagné Peiper fut capturée à Aywaille moins d'une heure après avoir quitté le Kampfgruppe et s'être portée en avant pour agir de façon indépendante. Les trois hommes qui étaient à bord, Günther Billing, Wilhelm Schmidt et Manfred Pernass furent jugés par une cour martiale le 21 décembre 1944 et passés par les armes à Henri-Chapelle deux jours plus tard. Si certaines équipes disent avoir atteint la Meuse, aucune n'arriva toutefois à la franchir et encore moins à s'emparer d'un pont. La veille de Noël, une équipe tenta de franchir le pont sur la Meuse à Dinant, mais la jeep sauta sur une mine et ses occupants furent tués. Toutefois, nous savons aujourd'hui que ces trois Allemands tués à Dinant ne faisaient pas partie du commando Skorzeny. En effet, une interview de l'Oberleutnant Rudolf Siebert faisant partie du Kampfgruppe von Bohm qui était parvenu à Foy-Notre-Dame a expliqué qu'au cours de leur avancée, ils avaient capturé cette jeep qui leur avait permis d'aller jusque Sorinnes et de détourner deux camions citernes américains. L'un des soldats ayant passé plusieurs années aux États-Unis s'exprimait dans un anglais parfait, avait expliqué aux chauffeurs des deux camions qu'une unité blindée se trouvait à court de carburant à quelques miles de là. Quelques heures plus tard, cette Jeep descendit la route du Froidveau vers Dinant où elle sauta sur un cordon de mines. Par ailleurs, le témoignage de Roger Michaux qui se trouvait dans la ferme de Bry, seul bâtiment sur la route prise par la 2e Panzer Division entre Conjoux et Celles, rapporte avoir vu une Jeep, toujours la même, faisant de nombreux allers-retours dans les heures qui ont précédé l'arrivée des Allemands.
L'un des hommes de Skorzeny capturés par les troupes américaines raconta l'histoire du rendez-vous de Paris et de l'enlèvement d'Eisenhower. Il fut pris d'autant plus au sérieux qu'il avait aussi nommé Skorzeny comme responsable et chef de l'opération, ce qui inquiéta les services de sécurité alliés. Au SHAEF à Versailles Eisenhower se vit imposer des mesures de sécurité qu'il n'appréciait pas trop. Dans son quartier général au Luxembourg, le général Bradley, chef du 12e groupe d'armées, qui commandait le front américain en Ardenne dut aussi se soumettre à des mesures similaires. En outre, ces faits firent naître un peu partout dans les lignes américaines la crainte de voir des ennemis infiltrés revêtus d'uniformes américains. En vue de vérifier la nationalité des hommes occupant les véhicules, les hommes chargés du contrôle ne se contentaient plus du mot de passe, mais posaient des questions dont seul un Américain pouvait connaître la réponse, comme des questions relatives aux vedettes de cinéma ou au baseball. Il en résulta certes un certain trouble, mais insuffisant pour compromettre ou seulement gêner la marche normale des opérations alliées.
En définitive, selon les sources américaines, dix-huit hommes de Skorzeny furent capturés et passés par les armes.

## Assaut contre Malmedy

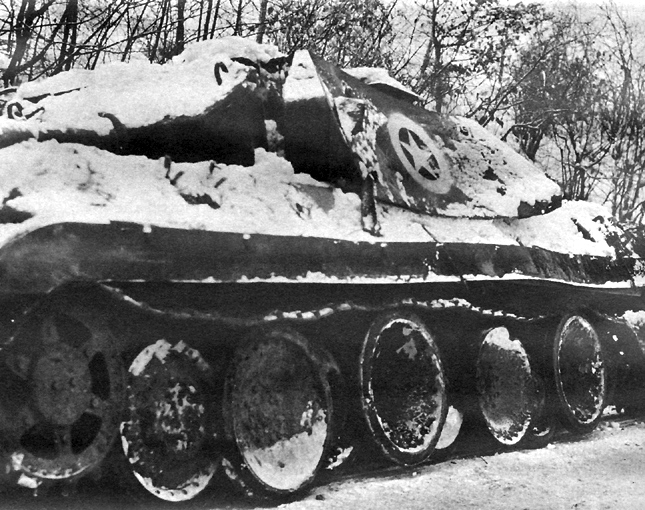
Un Pzkpfw. V Panther camouflé en M10 Wolverine américain.

Constatant que le manque de résultats de l'offensive allemande rendait peu probable un succès de l'opération Greif - sans compter que la prise de pont sur la Meuse n'aurait pas eu beaucoup de sens si le gros des troupes allemandes était incapable d'atteindre le fleuve - Skorzeny suggéra au haut-commandement d'utiliser sa 150e brigade blindée en tant que force combattante. Un de ses hommes lui ayant signalé que Malmedy paraissait peu défendue, il décida de prendre la ville. Toutefois, l'information qu'il avait reçue datait de plusieurs jours et n'était plus pertinente.  Après une première tentative lancée du nord et repoussée par les défenseurs, Skorzeny lança ses troupes - appuyées par des chars Panther transformés pour les faire ressembler à des blindés américains - à l'assaut par l'ouest.  Plusieurs tentatives furent repoussées par les défenseurs américains et après avoir encouru des pertes sévères, Skorzeny renonça à la prendre. Il s'agit là de la seule tentative notable des Allemands de prendre la ville au cours de la bataille des Ardennes.  La 150e brigade blindée et Skorzeny ne jouèrent plus aucun rôle durant cette bataille.